# Miguel Ángel Jiménez
Miguel Ángel Jiménez (Malaga, 5 gennaio 1964) è un golfista spagnolo.
Ha debuttato nel PGA European Tour nel 1988, ottenendo la prima vittoria nel 1992, quando si impose nell'Open del Belgio.
Nel 1999 è stato selezionato per la prima volta nella squadra europea di Ryder Cup, selezione di cui ha fatto parte anche nelle edizioni del 2004, 2008 e 2010, e come vice capitano nel 2012.
I suoi migliori risultati nei quattro tornei major sono un secondo posto allo U.S. Open del 2000 e un terzo posto all'Open Championship del 2001.
Complessivamente in carriera ha vinto 22 tornei professionistici, 19 dei quali sullo European Tour.
Il 18 maggio 2014, grazie alla sua vittoria nel Open de España, Jiménez è diventato il più vecchio vincitore dello European Tour all'età di 50 anni e 135 giorni.

## Vittorie sull'European Tour (21)
| No. | Data              | Torneo                             | Punteggio di vittoria | To par | Margine | Secondo/i                                              |
| --- | ----------------- | ---------------------------------- | --------------------- | ------ | ------- | ------------------------------------------------------ |
| 1   | 27 settembre 1992 | Piaget Belgian Open                | 71-70-64-69=274       | −10    | 3 colpi | Barry Lane                                             |
| 2   | 24 luglio 1994    | Heineken Dutch Open                | 65-68-67-70=270       | −18    | 2 colpi | Howard Clark                                           |
| 3   | 10 maggio 1998    | Turespana Masters Open Baleares    | 69-68-70-72=279       | −9     | 2 colpi | Miguel Ángel Martín                                    |
| 4   | 20 settembre 1998 | Trophée Lancôme                    | 67-70-67-69=273       | −11    | 2 colpi | David Duval, Mark O'Meara, Jarmo Sandelin, Greg Turner |
| 5   | 14 marzo 1999     | Turespana Masters - Open Andalucia | 69-66-62-67=264       | −24    | 4 colpi | Steve Webster                                          |
| 6   | 31 ottobre 1999   | Volvo Masters                      | 68-67-69-65=269       | −19    | 2 colpi | Retief Goosen, Pádraig Harrington, Bernhard Langer     |
| 7   | 19 ottobre 2003   | Turespana Mallorca Classic         | 72-67-65=204          | −9     | 1 colpo | José María Olazábal                                    |
| 8   | 1 febbraio 2004   | Johnnie Walker Classic1            | 70-66-67-68=271       | −17    | 2 colpi | Thomas Bjørn, Jyoti Randhawa                           |
| 9   | 4 aprile 2004     | Algarve Open de Portugal           | 69-66-70-67=272       | −16    | 2 colpi | Terry Price                                            |
| 10  | 16 maggio 2004    | BMW Asian Open1                    | 71-66-70-67=274       | −14    | 3 colpi | Simon Dyson                                            |
| 11  | 29 agosto 2004    | BMW International Open             | 68-66-67-66=267       | −21    | 2 colpi | Thomas Levet                                           |
| 12  | 5 dicembre 2005   | Omega Hong Kong Open1              | 65-64-71-66=266       | −14    | 1 colpo | Pádraig Harrington, James Kingston                     |
| 13  | 5 giugno 2005     | Celtic Manor Wales Open            | 63-67-70-62=262       | −14    | 4 colpi | Martin Erlandsson, José Manuel Lara                    |
| 14  | 18 novembre 2007  | UBS Hong Kong Open1                | 65-67-66-67=265       | −15    | 1 colpo | K.J. Choi, Robert Karlsson, Thongchai Jaidee           |
| 15  | 25 maggio 2008    | BMW PGA Championship               | 70-67-72-68=277       | −11    | Playoff | Oliver Wilson                                          |
| 16  | 7 Feb 2010        | Omega Dubai Desert Classic         | 70-67-68-72=277       | −11    | Playoff | Lee Westwood                                           |
| 17  | 4 luglio 2010     | Alstom Open de France              | 71-69-66-67=273       | −11    | Playoff | Alejandro Cañizares, Francesco Molinari                |
| 18  | 5 settembre 2010  | Omega European Masters1            | 67-61-68-67=263       | −21    | 3 colpi | Edoardo Molinari                                       |
| 19  | 18 novembre 2012  | UBS Hong Kong Open1                | 65-67-68-65=265       | −15    | 1 colpo | Fredrik Andersson Hed                                  |
| 20  | 8 Dec 2013        | Hong Kong Open1                    | 70-67-65-66=268       | −12    | Playoff | Stuart Manley, Prom Meesawat                           |
| 21  | 18 maggio 2014    | Open de España                     | 69-73-69-73=284       | −4     | Playoff | Richard Green, Thomas Pieters                          |